# Repressione
Con repressione si intendono le misure disposte o tollerate dai pubblici poteri per contrastare, frenare o controllare - anche in violazione dello Stato di diritto, del principio di proporzionalità e, quando su scala massiva, del principio di personalità della responsabilità penale - atti considerati nocivi per la comunità o per le sue istituzioni.

## Definizione
Il sintagma generalmente ha accezione negativa, poiché l'oppressione o la persecuzione di un individuo o di un gruppo di individui per ragioni politiche, etiche o religiose, di solito, è volta ad impedire loro di partecipare attivamente o passivamente alla vita politica della società in cui vivono. 
La repressione politica può essere caratterizzata da discriminazioni, abusi da parte degli organi di polizia, ad esempio arresti ingiustificati o interrogatori brutali, e da azioni violente, come l'omicidio o la "sparizione forzata" di attivisti politici e dissidenti. A differenza della natura puntiforme e occasionale che potrebbe assumere la violenza poliziesca, qui l'uso della forza va inteso come l'attuazione consapevole di un indirizzo politico.
Quando la repressione politica è regolata e organizzata dallo Stato stesso, si può parlare di terrorismo di stato. Repressioni sistematiche e violente sono una caratteristica tipica di ogni dittatura, totalitarismo e regimi affini. In questi regimi, gli atti di repressione spesso sono condotti da organi di polizia segreti, gruppi paramilitari o simili, oppure sono operati piegando le procedure con cui operano gli apparati pubblici.

## Storia
In molti stati europei lungo tutto il '900 si è assistito a violente repressioni politiche: nella Germania nazista, nella Spagna di Franco e nell'Italia fascista così come nell’Unione Sovietica e in molti altri Stati appartenenti al Blocco Orientale; anche il Sudamerica è stato vittima di spietati regimi dittatoriali, come quello di Pinochet in Cile, spesso appoggiati e sostenuti dalle grandi potenze occidentali, in particolare dagli Stati Uniti. 
Ancora oggi continuano in molti stati africani e asiatici le repressioni di oppositori politici, ad esempio in Cina e nel Sudan, nonostante gli sforzi costanti di associazioni internazionali e dell'ONU.